# Xã Blythe, Quận Boone, Arkansas
Xã Blythe (tiếng Anh: Blythe Township) là một xã thuộc quận Boone, tiểu bang Arkansas, Hoa Kỳ. Năm 2010, dân số của xã này là 245 người.